# 日下部千太郎
日下部 千太郎（くさかべ せんたろう、1978年4月30日 - ）は、神奈川県出身の俳優。身長173cm。体重63kg。ケイエムシネマ企画所属。

## 出演

### 映画
- Zero Plus 2（2002年）
- 実録・連合赤軍 あさま山荘への道程（2008年） - 山田孝 役
- ぐるりのこと。（2008年）
- 感染列島（2009年）
- みたまを継ぐ者（2009年） - 阿部 役
- SP THE MOTION PICTURE 革命篇（2011年）
- アントキノイノチ（2011年） - 教師 役
- 永遠の0（2013年） - 木谷 役
- ゴジラ-1.0（2023年11月03日）- 整備兵・加治木定吉 役[1]

### テレビドラマ
NHK
- オモニからの手紙 姜尚中と母（2012年） - 鉄工所の男 役

日本テレビ
- ホカベン（2008年） - 不動産屋 役

TBS
- 歸國（2010年） - 英霊兵 役
- ぴんとこな 第9話「運命の恋大ピンチ!? 美人モデルが誘う甘い夜のワナ」（2013年） - 社員 役
- MOZU 第9話（2014年） - 医師 役

フジテレビ
- トリハダ4〜夜ふかしのあなたにゾクッとする話を（2008年）
- パーフェクト・リポート 第8話「仕組まれた罠…遊軍決死の逆転劇!」（2010年） - サラリーマン 役
- チーム・バチスタ3 アリアドネの弾丸 第4話「2人目の不審死」（2011年） - 医師 役
- 水木しげるのゲゲゲの怪談（2013年）
- 外科医 鳩村周五郎12（2014年）
- 警視庁いきもの係（2017年） - 山脇伸一

テレビ朝日
- 相棒
  - （2013年） - 編集者 役
  - （2024年） - 寺西拓実 役
- 仮面ライダーゼロワン 第7話（2019年） - 裕太の父 役
- 特捜9 final season 第4話（2025年4月30日） - 室井直 役[2]

BSジャパン
- この世で俺/僕だけ（2013年）

### 再現ドラマ
- 凶悪犯罪被害スペシャル2
- ザ!世界仰天ニュース
- 超再現!ミステリー
- もしも体感バラエティ if

### VP
- 採用面接
- 日本経済新聞

### CM
- かんぽ生命保険
- タウンページ

### WEB
- ネットの中の友達

### スチール
- イーライリリー・アンド・カンパニー
- カゴメ